# Liriomyza montserratensis
Liriomyza montserratensis este o specie de muște din genul Liriomyza, familia Agromyzidae, descrisă de Spencer în anul 1984.
Este endemică în Columbia. Conform Catalogue of Life specia Liriomyza montserratensis nu are subspecii cunoscute.